# آبشار دویل آپندیکس
آبشار دویل آپندیکس (به انگلیسی: Devil's Appendix) آبشاری است که در کشور ولز واقع شده‌است و بلندترین ریزشگاه آن ۹۳ متر ارتفاع دارد. حوضهٔ آبریز این آبشار، رود آفن اوگون است.